# Castel di Lucio
Castel di Lucio es una localidad italiana de la provincia de Mesina, región de Sicilia, con 1.423 habitantes.

Ubicación de la ciudad de Castel di Lucio dentro de la provincia de Mesina.

## Evolución demográfica
| Gráfica de evolución demográfica de Castel di Lucio entre 1861 y 2001 |
|                                                                       |
| Fuente ISTAT - Elaboración gráfica por parte de Wikipedia             |